# Eustomias macrophthalmus
Eustomias macrophthalmus es una especie de pez de la familia Stomiidae en el orden de los Stomiiformes.

## Morfología
• Los machos pueden llegar alcanzar los 11,1 cm de longitud total.

## Hábitat
Es un pez de mar y de aguas profundas que vive hasta 1.800 m de profundidad.

## Distribución geográfica
Se encuentra en las Bahamas, el Golfo de México y el Mar Caribe.